# Bavia fedor
Bavia fedor es una especie de Arachnida del género Bavia, de la familia Salticidae, del orden Araneae.

## Distribución
Bavia fedor es endémica del estado de Yap en los Estados Federados de Micronesia. Se encuentra en las islas Yap y Fais.

## Descripción
Tiene gran parecido con otra especie de la región, Bavia nessagyna. Los machos miden de 6,0 a 7,5 mm y las hembras de 9,5 a 10,6 mm. En B. fedor no está claro si los dientes están en un apófisis terminal o en el propio émbolo. La ilustración de Prószyński no muestra división en dos procesos, pero es posible que estén estrechamente adpresos.

## Taxonomía
Fue descrita científicamente por Berry, Beatty y Prószyński en 1997.
Tratamiento taxonómico
La especie aparece registrada y publicada en Journal of Arachnology, volumen 25, entre las páginas 109 y 136 (1997).

## Etimología
El nombre de su especie se le dio en referencia al lugar de su descubrimiento, Fedor.